# Gavin Friday
Gavin Friday, rodným jménem Fionán Martin Hanvey (* 8. října 1959 Dublin) je irský zpěvák, hudební skladatel a herec. V roce 1977 spoluzaložil skupinu Virgin Prunes, se kterou hrál až do jejího rozpadu v roce 1986. Své první sólové album nazvané Each Man Kills the Thing He Loves vydal v roce 1989. Rovněž se věnuje skládání hudby k filmům. Prvním filmem s jeho hudbou byl Andělské dítě z roku 1995 a později složil například hudbu k filmům Boxer (1997), In America (2002) nebo Zbohatni nebo chcípni (2005). Jako herec se představil například ve filmu Snídaně na Plutu (2005). Rovněž namluvil komentář k loutkové hře The Fortune Teller od Erika Sanka.

## Sólová diskografie
- Each Man Kills the Thing He Loves (1989)
- Adam 'n' Eve (1992)
- Shag Tobacco (1995)
- Peter and the Wolf (2002)
- catholic (2011)